# Senonnes

Senonnes este o comună în departamentul Mayenne, Franța. În 2009 avea o populație de 361 de locuitori.